# 八一南昌起义纪念塔
八一南昌起义纪念塔位于江西省南昌市中心的八一广场南部（西湖区丁公路街道八一大道社区），为八一广场的标志性建筑。
1957年八一起义三十周年时，江西省政府正式立项建八一起义纪念塔，塔址定在老福山广场，并举行了纪念塔奠基典礼。但因三年自然灾害而未能开建。1976年为纪念八一起义五十周年，江西省再次将建塔提上议事日程，采纳江西省建筑综合设计院的沃祖全等人设计的“塔和旗枪”方案，又因建在老福山广场会影响交通，而将地址改在人民广场。1977年8月1日，八一南昌起义纪念塔工程在人民广场开工建设，人民广场亦更名为八一广场。1979年1月8日建成。高45.5米。2001—2004年扩建改造时，又提高了8.1米，达到53.6米。由台基、塔座、塔身、塔顶四部分组成。北面是叶剑英题写的“八一南昌起义纪念塔”，另外三面是三幅花岗石浮雕“宣布起义”、“攻打敌营”、“欢呼胜利”。塔顶为花岗石雕“汉阳造”步枪和八一军旗。
2018年3月9日，八一南昌起义纪念塔公布为第六批江西省文物保护单位，编号6-5-001。

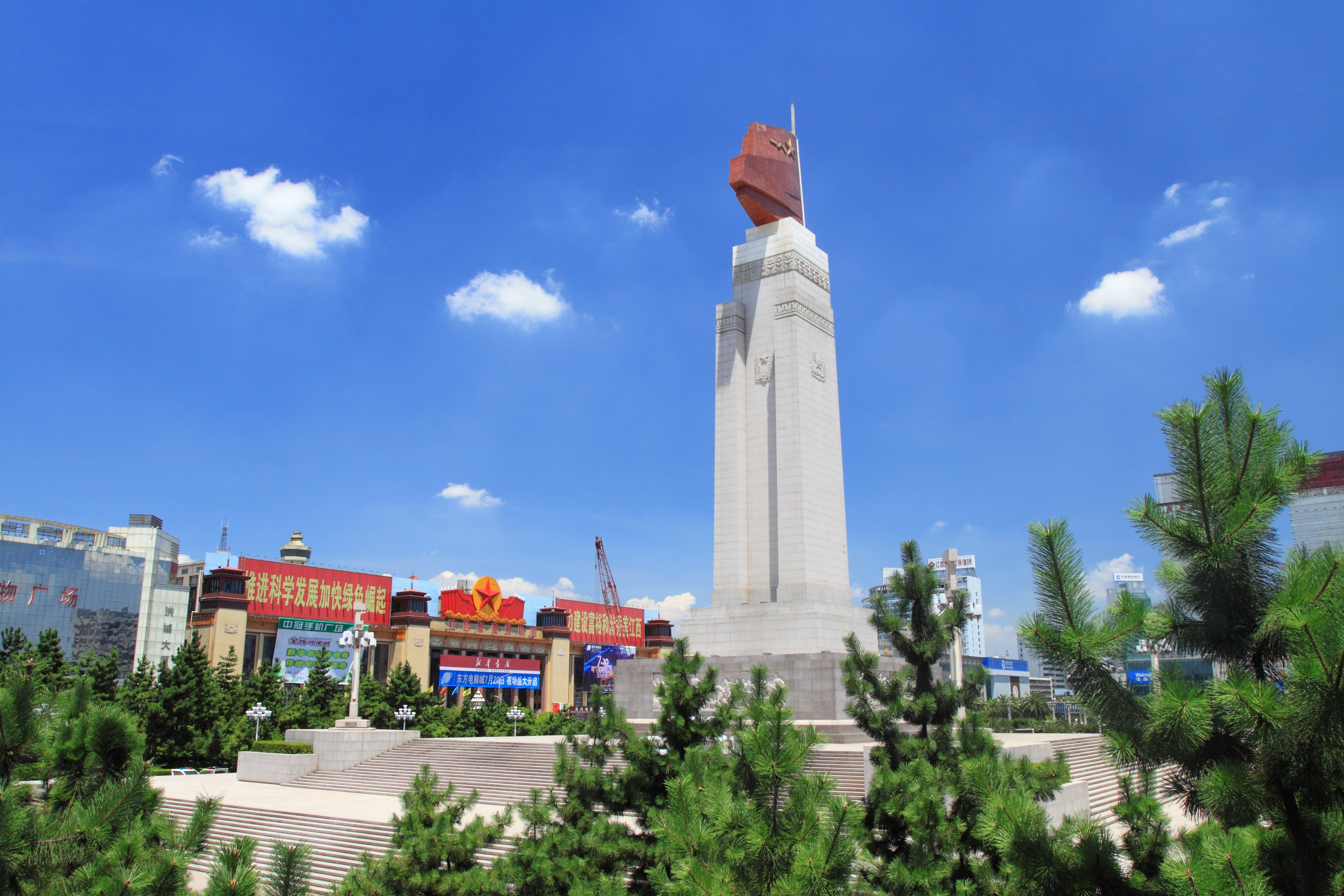
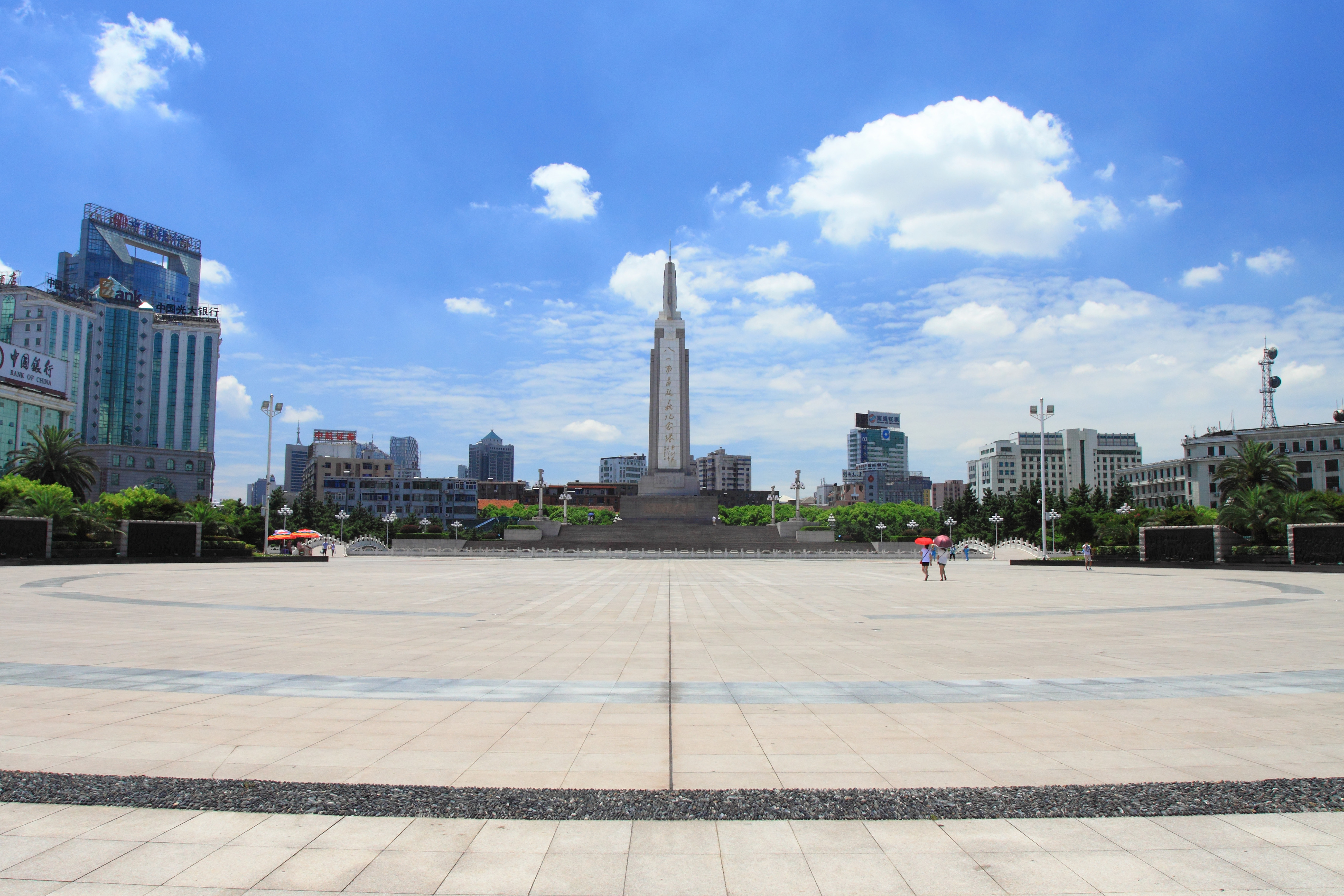